# Cleandre de Bizanci (general)
Cleandre de Bizanci, (en llatí Cleander, en grec antic Κλέανδρος, Kléandros) fill de Polemòcrates, era un dels oficials d'Alexandre el Gran. Probablement era germà de Koinos, també general d'Alexandre.
Cap a l'hivern del 334 aC Alexandre era a Cària i va enviar a Cleandre al Peloponès per allistar mercenaris. Va tornar amb el contingent que havia reclutat i es va reunir amb el rei quan aquest era al setge de Tir l'any 331 aC. El 330 aC Polidames, emissari d'Alexandre, li va encarregar de matar Parmenió. Després Cleandre va quedar com a segon comandant a Ecbàtana.
En arribar Alexandre a Carmània el 325 aC, Cleandre s'uní a ell juntament amb altres generals procedents de la Mèdia, però van ser acusats d'oprimir el poble i Cleandre va morir executat per ordre del rei, segons diu Flavi Arrià.